# Pedro Cruz
Joaquim Pedro Cruz (ur. 9 grudnia 1966 w Lichinga, Mozambik) – mozambicki pływak, uczestnik Letnich Igrzysk Olimpijskich 1980 i 1984.
Podczas tych pierwszych, Cruz wystąpił na 100 metrów stylem grzbietowym, gdzie odpadł w eliminacjach. Na następnych igrzyskach w Los Angeles, Cruz startował w dwóch konkurencjach - 100 metrów stylem grzbietowym i 200 metrów stylem zmiennym. Za każdym razem odpadał w eliminacjach.